# Le Retour des morts-vivants (film, 1985)
Pour les articles homonymes, voir Le Retour des morts-vivants.
Série Le Retour des morts-vivants
Le Retour des morts-vivants 2
(1988)
Pour plus de détails, voir Fiche technique et Distribution.
Le Retour des morts-vivants (The Return of the Living Dead) est un film américain réalisé par Dan O'Bannon, sorti en 1985.
Le film débute alors que deux employés d'un entrepôt de fournitures médicales libèrent accidentellement un gaz toxique d'un conteneur militaire stocké dans la cave depuis la fin des années soixante et censé ramener les morts à la vie. Le produit ayant également réanimé un mort dans la chambre froide du bâtiment, ils utilisent l'incinérateur du crématorium du cimetière voisin pour se débarrasser du mort-vivant.

## Synopsis
Le 3 juillet 1984, dans l'entrepôt de fournitures médicales d'Uneeda, Franck et Freddy, les deux employés font l'inventaire de l'entrepôt un vendredi soir. Freddy étant nouveau, Franck lui montre la méthode à suivre. La conversation dévie sur les choses étranges que Franck a déjà vues auparavant. Il lui parle alors d'une livraison mal expédiée de l'armée d'un fût contenant un mort-vivant, dont l'expérience qui a dérapé était à l'origine du film "La Nuit des Morts-vivants". Descendant dans la cave, Frank tente d'impressionner le nouvel employé Freddy en lui montrant les fûts militaires contenant le gaz toxique appelé Trioxin.  En frappant le côté d'un baril pour prouver qu'il est sécurisé, Frank libère accidentellement le gaz toxique et le gaz se répand dans l'entrepôt. Il réanime non seulement un cadavre de demi-chien, mais aussi un cadavre entreposé dans la chambre froide du bâtiment. Franck et Freddy contactent alors Burt, leur responsable. Celui-ci arrive et, avec l'aide de Franck et Freddy, essaie de neutraliser le mort-vivant. Or, contrairement au film de Romero, la destruction du cerveau ne suffit pas à tuer le cadavre réanimé. Burt prend alors la décision de démembrer le cadavre mais découvrent que chaque partie du corps du zombie peut survivre indépendamment. Ils décident alors d'incinérer les morceaux au salon funéraire voisin, tenu par un vieil ami, Ernie Kaltenbrunner.
Pendant ce temps, un groupe d'amis de Freddy  composé de Tina, la petite amie de Freddy, et ses amis Spider, Trash, Chuck, Casey, Scuz et Suicide, arrive à proximité de l'entrepôt pour passer le prendre après son travail. Mais attendent sa venue, en faisant une fête dans le cimetière voisin. Tandis que Trash commence à se déshabiller et à danser sur une pierre tombale, Tina se rend à l'entrepôt et erre dans le sous-sol, où elle rencontre le cadavre réanimé mais horriblement défiguré du tonneau qui était supposé s'être dissous. Le reste du groupe arrive peu après et la sauve in extremis, mais Suicide est tué. 
Toutefois L'incinération a des effets néfastes : cette opération provoque involontairement la contamination de l'air par le gaz mortel, créant une pluie toxique qui réanime les cadavres du cimetière voisin.
Après que Casey ait réalisé qu'elle a vu Freddy entrer dans la morgue, le groupe tente de le rejoindre à travers le cimetière, où ils sont attaqués par les zombies qui réapparaissent. Trash est tuée et Chuck et Casey s'enfuient vers l'entrepôt, mais Spider, Tina et Scuz atteignent la morgue. Les trois découvrent que Frank et Freddy sont malades à cause de leur exposition au gaz et appellent les secours, qui déclarent que leurs tests indiquent que les hommes ne sont plus en vie, même s'ils sont conscients. Lorsque Burt et Ernie apprennent que les morts sortent de leurs tombes, ils barricadent la morgue. Scuz est tué en protégeant la barricade et les zombies mangent les ambulanciers et les policiers qui arrivent sur les lieux. Le groupe parvient à s'emparer de la moitié supérieure d'un des zombies et à l'immobiliser sur la table de la morgue. Le corps explique que les cadavres réanimés se sentent pourrir et que manger le cerveau des vivants soulage leur douleur.
Alors que Frank et Freddy montrent des signes de transformation d'eux-mêmes en zombies, Burt les enferme dans la chapelle, accompagnés de Tina qui refuse d'abandonner Freddy. Freddy tente bientôt de manger Tina, ce qui pousse Burt, Ernie et Spider à la sauver en rouvrant la chapelle et en aveuglant Freddy à l'aide d'un acide puissant. Frank parvient à s'échapper pendant le chaos et, ayant toujours le contrôle de son esprit, se suicide en grimpant dans le four crématoire. Burt et Spider s'enfuient de la morgue dans une voiture de police, mais le grand nombre de zombies oblige Burt à laisser Ernie et Tina derrière eux. Ernie et Tina se cachent dans le grenier de la morgue, tandis que Freddy, aveuglé, tente d'entrer par effraction.
Burt et Spider parviennent à retourner à l'intérieur de l'entrepôt où ils trouvent Casey et Chuck. Après avoir neutralisé le zombie du sous-sol, Burt tente de contacter la police mais apprend qu'elle a été massacrée par les zombies. Burt décide alors d'appeler le numéro figurant sur les barils militaires contenant le gaz, ce qui lui permet de joindre le colonel Glover, un officier de l'armée. Informé que les zombies se sont emparés de la région, Glover fait détruire la ville par un tir d'artillerie nucléaire le matin du 4 juillet, tuant ainsi Burt et les autres survivants.
Après l'attaque nucléaire sur Louisville, le colonel Glover déclare à son commandant que tout s'est déroulé comme prévu et que les résultats ne pourraient être plus positifs. Seule une petite zone a été détruite, et le nombre de victimes est limité. Pendant qu'il parle, la pluie toxique tombe à nouveau et on entend des zombies hurler dans leurs tombes, ce qui indique que l'invasion est sur le point de reprendre.

## Fiche technique
- Titre français : Le Retour des morts-vivants
- Titre original : The Return of the Living Dead
- Réalisation : Dan O'Bannon
- Scénario : Dan O'Bannon
- Musique : Matt Clifford
- Photographie : Jules Brenner
- Montage : Robert Gordon
- Production : Tom Fox
- Sociétés de production : Hemdale, Fox Film LTD & Cinema '84/Greenberg Brothers Partnership
- Société de distribution : Orion Pictures
- Pays de production :  États-Unis
- Langue : Anglais
- Format : Couleur - Mono - 35 mm - 1.85:1
- Genre : Comédie horrifique, film de zombies
- Durée : 87 minutes
- Budget : 4 000 000 $ (estimation)
- Dates de sortie :
  - Italie : 25 avril 1985
  - France : 15 mai 1985
  - États-Unis : 16 août 1985
- Vidéo : DVD le 7 octobre 2003 chez l'éditeur MGM + coffret combo DVD+Blu-ray et blu-ray simple le 20 novembre 2017 chez l'éditeur Le Chat qui fume + Resort en 4K et BLU-RAY en novembre 2024 chez Les Gardiens du Cinéma
- Affiche : Michel Landi (France)

## Distribution
- Clu Gulager (VF : Michel Paulin) : Burt Wilson
- Don Calfa (VF : Georges Beauvilliers) : Ernie Kaltenbrunner
- James Karen (VF : Yves Barsacq) : Frank
- Thom Matthews (VF : Chris Benard) : Freddy
- Miguel A. Núñez Jr. : Spider
- Beverly Randolph : Tina
- Jewel Shepard : Casey
- John Philbin (VF : Olivier Korol) : Chuck
- Brian Peck : Scuz
- Linnea Quigley (VF : Maïk Darah) : Trash
- Mark Venturini (VF : Philippe Bellay) : Suicide
- Jonathan Terry (VF : René Bériard) : le colonel Horace Glover
- Cathleen Cordell : la femme du colonel
- David Bond : le deuxième cadavre radiographié

## Distinctions

### Nominations
- Saturn Awards
  - Meilleur film d'horreur
  - Meilleur acteur pour James Karen
  - Meilleure réalisation pour Dan O'Bannon
  - Meilleur maquillage pour William Munns

Ironie du sort, le Saturn Award du meilleur maquillage a échu à Tom Savini pour son travail dans Le Jour des morts-vivants…

## Commentaires
Ce film de zombies du milieu des années 1980 mêle humour et gore. Contrairement aux précédents films de mort-vivants, ceux-ci sont encore vivants même après avoir reçu un dommage au cerveau.
De plus, les morts-vivants courent (comme dans beaucoup de films italiens traitant du sujet au milieu des années 1980), ne s'en prennent qu'au cerveau de leur victime, utilisent des astuces relativement complexes pour atteindre les vivants et parlent. Dan O'Bannon a donc suffisamment dénaturé les morts-vivants de Romero pour éviter toute affiliation.

## Autour du film
- Ce film sortit en 1985, quelques semaines avant Le Jour des morts-vivants de George A. Romero. John Russo, ancien associé de Romero sur le tournage du film La Nuit des morts-vivants – et brouillé depuis avec lui –, avait écrit un scénario consécutivement au succès de Zombie, puis l'a revendu à un producteur indépendant. Dan O'Bannon choisit de remanier le script pour qu'il ne soit plus considéré comme une suite au film de Romero. Toutefois, des références au film original sont incluses au tout début. Malgré cela, le producteur de Zombie et du Jour des morts-vivants, Richard Rubinstein, attaqua en justice pour changer le nom du film. Le tribunal rendit son verdict et débouta Rubinstein. Le scénario écrit par Russo a eu droit à l'utilisation du vocable "of the Living-Dead" tandis que Romero devra utiliser "of the Dead" pour ses films, comme le titre du deuxième film de sa saga: Zombie (Dawn of the Dead), en 1978. Ainsi, Le Jour des Morts-vivants, Le Territoire des morts et Chronique des morts-vivants, de Romero, sont respectivement Day of the Dead, Land of the Dead et Diary of the Dead. Le 1er volet de la saga de Romero, en 1968, restera quant à lui La Nuit des morts-vivants (Night of the Living Dead).
- Sorti quelques semaines avant le troisième film de la saga de Romero, il engrangea 14 millions de dollars de recettes, le double du Jour des Morts Vivants.
- Ce film a révélé l'actrice Linnea Quigley, qui joue le rôle de Trash, et qui deviendra une petite icône du cinéma d'horreur et de la série B dans les années 1980/1990, considérée comme la reine des scream queens.
- Dans un des Simpsons Horror Show (Treehouse of Horror en version originale), on trouve une référence au film dans un des gags de l'épisode. Des zombies attaquent Homer Simpson en criant « Cerveau ! Cerveau ! », ils l'examinent et, ne détectant visiblement chez lui pas assez de matière grise, s'en détournent, le laissant certes indemne mais un peu vexé.

## Bande-son
| A1.   | Surfin' Dead                           | Ivy Rorschach, Lux Interior              | The Cramps        | 4:11 |
| A2.   | Partytime (Zombie Version)             | Dinah Cancer, Don Bolles, Paul B. Cutler | 45 Grave          | 2:48 |
| A3.   | Nothing for You                        | T.S.O.L.                                 | T.S.O.L.          | 2:24 |
| A4.   | Eyes Without a Face                    | Chris Desjardins                         | The Flesh Eaters  | 3:12 |
| A5.   | Burn the Flames                        | Roky Erickson                            | Roky Erickson     | 6:00 |
| B1.   | Dead Beat Dance                        | The Damned                               | The Damned        | 3:51 |
| B2.   | Take A Walk                            | Herb Fenstein                            | Tall Boys         | 2:28 |
| B3.   | Love Under Will                        | Jet Black Berries                        | Jet Black Berries | 2:56 |
| B4.   | Tonight (We'll Make Love Until We Die) | Jon St. James, Stacey Swain              | SSQ               | 3:37 |
| B5.   | Trash's Theme                          | Jon St. James                            | SSQ               | 2:55 |
| 34:22 |                                        |                                          |                   |      |

## Suites
- Le Retour des morts-vivants 2 (Return of the Living Dead 2) réalisé par Ken Wiederhorn en 1988.
- Le Retour des morts-vivants 3 (Return of the Living Dead 3) réalisé par Brian Yuzna en 1993.
- Le Retour des morts-vivants 4 (Return of the Living Dead 4: Necropolis (en)) réalisé par Ellory Elkayem en 2005.
- Le Retour des morts-vivants 5 (Return of the Living Dead 5: Rave to the Grave (en)) réalisé par Ellory Elkayem en 2005.